# بیرگوارد
بیرگوارد (به اسپانیایی: Bellreguard) یک شهرستان در اسپانیا است که در Safor واقع شده‌است.

## خصوصیات
بیرگوارد ۲٫۹ کیلومترمربع مساحت و ۴٬۶۴۷ نفر جمعیت دارد و ۱۵ متر بالاتر از سطح دریا واقع شده‌است.